# Tanja Diezmann
Tanja Diezmann (* 1969 in München) ist eine deutsche Designerin und Professorin an der Hochschule für Künste Bremen. Sie beschäftigt sich mit Interface Design, Interaction Design und User Experience Design.

## Leben
Nach einem Diplomstudium der visuellen Gestaltung an der Hochschule für Gestaltung Schwäbisch Gmünd 1990 bis 1994, studierte sie visuelle Kommunikation 1994 bis 1995 an der Hochschule der Künste in Berlin. 
Von 1994 bis 1998 verantwortete sie als Creative Director von Pixelpark die Gestaltung innovativer CD-ROM-Titel, modularer Interfacesysteme, Internetauftritte und POS-Lösungen. Sie beriet u. a. Kunden wie Adidas, Conrad Electronic, Lufthansa, Telekom und Sony. Parallel unterrichtete sie Fotodesign und Multimedia an der Berufsfachschule Lette-Verein in Berlin und gab Managementseminare für Web- und Interface-Design.
1998 wurde Tanja Diezmann als Professorin für Interface Design an die Hochschule Anhalt in Dessau (Fachbereich Design) berufen, wo sie bis 2011 lehrte. Von 2007 bis 2009 war Tanja Diezmann am Art Center College of Design in Pasadena (USA) als Director of Interaction / Interface Design tätig und baute eine neue Studienrichtung für Interaction Design auf. 2011 wurde Tanja Diezmann als Professorin für Interaction Design an die Hochschule für Künste Bremen berufen. Sie arbeitet am Entwurf neuer Wirklichkeiten sowie an der Verschränkung von Visualisierung und Interaktion.
Diezmann formulierte das Prinzip der „Navigable Structures“ als neues Interface-Design-Prinzip. 2001 entwickelte sie mit ihrem Team ein neues Usability-Testverfahren pReact und das „Integriertes Interface-System-IIS“. Dies ist ein User-Experience-Baukasten, der die internationale Standardisierung von Interfaces für Online, Offline und mobile Medien sowie für Produkt-Interfaces ermöglicht.
Tanja Diezmann engagiert sich international im Rahmen interkultureller Medienprojekte und Interaction Design Workshops. Sie beteiligt sich an Expertengremien, Kongressen und Juries, u. a. war sie Mitglied der Jury des Prix Ars Electronica, des Bundespreis Produktdesign, des Grimme Online Award sowie des Designpreis der Bundesrepublik Deutschland.

## Theater- und Live-VJ-Performances
- 1999: Bioadapter, Live-Remix-Improvisation für 6 Laptops und 8 Videobeamer, Berlin Beta 2.0, Club Maria am Ostbahnhof, Berlin
- 1999: Ambience for Soundscape, Live Electronics & Video, Kunsthaus der Sammlung Essl, Kloster Neuburg, Österreich
- 1999: Golden Tone, Audio-Video-Late-Show, Intermedium 1, Akademie der Künste, Berlin
- 1999: Generic Visuals, Clubabend, Maria am Ostbahnhof, Berlin
- 2000: Club [d]vision, Generic Visuals, [d]vision Medienfestival, Wien, Österreich
- 2000: Generic Visuals, Videofest, Bochum
- 2000: Golden Tone, Audio-Video-Late-Show, ZKM Medientheater, Karlsruhe
- 2000: Generic Visuals, Haus des Lehrers und Podiumsdiskussion, Podewil, Transmediale Medienfestival, Berlin
- 2000: Golden Tone, Generic Visuals, Bildverbot – Steirischer Herbst 2K, Graz
- 2000: Golden Tone, Live-Audio-Video Show, Festival of Vision, Hongkong
- 2000: Hong Kong Odyssee 2001, Multimediale Inszenierung, Festival of Vision, Kooperation mit Zuni Icosahedron, Hongkong
- 2002: Looking for Mies, Mediale Inszenierung über Ludwig Mies van der Rohe, Kooperation mit Zuni Icosahedron, Hongkong
- 2004: A Hong Kong Odyssey 2004, Mediale Inszenierung, Kooperation mit Zuni Icosahedron, Hongkong

## Ausstellungen
- 1993: „Orientierungssystem“ in „Olympia Express 2000“, Design Center, Stuttgart und Berlin
- 1997: „pReview“, imstall, Berlin
- 2005: „Digitarium“, Profile Intermedia 08, Bremen
- 2007: „Navigables Structures“, Design Mai, Berlin

## Auszeichnungen
- 1995: Digita für „Bitte nicht Stören – Aufklärungs CD-ROM“
- 1995: EMMA Award für „Bitte nicht Stören – Aufklärungs CD-ROM“
- 1996: 1. Deutscher Multimedia Award (Gold) für „Bitte nicht Stören – Aufklärungs CD-ROM“ vergeben vom Deutschen Multimedia Verband
- 1996: Compuserve Award (2. Platz) für „Stern.de“
- 1997: Comdex Internet Application Awards, Auszeichnung für „adidas.de“
- 2006: DDC Award Silber für das „IIS — Integrierte Interface System“ vergeben vom Deutschen Design Club

## Veröffentlichungen (Auszug)
- Tanja Diezmann: „Orientierungssystem“. In Angela Schönberger: IDZ Hochschulprojekt — Olympia Express 2000. Ernst & Sohn, Berlin 1993. ISBN 978-3433024386.
- Tanja Diezmann: „Multimedia – Antwort oder?“. In Willi Schalk, Helmut Thoma, Peter Strahlendorf (Hrsg.): Jahrbuch der Werbung. Econ, Düsseldorf 1995. ISBN 9783430170949.
- Tanja Diezmann: „Virtuell, DMW, Bitte nicht stören“. In Werner Lippert (Hrsg.): Annual Multimedia Jahrbuch 1996. Metropolitan, Düsseldorf 1995. ISBN 978-3896230201.
- Tanja Diezmann: „Guinness Multimedia CD-ROM der Rekorde 1996“. In Werner Lippert (Hrsg.): Annual Multimedia Jahrbuch 1997. Metropolitan, Düsseldorf 1996. ISBN 978-3896230805.
- Tanja Diezmann: „World of adidas“. In Werner Lippert (Hrsg.): Annual Multimedia Jahrbuch 1998. Metropolitan, Düsseldorf 1997. ISBN 9783896231116.
- Tanja Diezmann: „Informelle Charaktere“. In Joseph Weizenbaum, Hans Helms, Jörg Petruschat (Hrsg.): Form+Zweck 14. form+zweck Verlag, Berlin 1997. ISBN 3-9804679-3-7.
- Tanja Diezmann: „Bedienen oder Benutzen?“. In Robert Klanten, Hendrik Hellige, Michael Mischler (Hrsg.): 72 dpi. Die Gestalten Verlag, Berlin 2000. ISBN 978-3931126353.
- Tanja Diezmann: „Generic Visuals“. In Robert Klanten, Hendrik Hellige, Birga Meyer (Hrsg.): 72 dpi Anime. Die Gestalten Verlag, Berlin 2001. ISBN 978-3931126353.
- Tanja Diezmann: „Navigable Structures“. In Forum Typografie (Hrsg.): Navigation durch Text, Bild und Raum. Forum Typografie, Hamburg 2001. ISBN 978-3000078385.
- Tanja Diezmann: „Navigation und Usability“. In Markus Beier, Vittoria von Gizycki (Hrsg.): Usability — Nutzerfreundliches Web-Design. Springer, Berlin 2002. ISBN 978-3000078385.
- Tanja Diezmann, Tobias Gremmler: Grids for the Dynamic Image, AVA Publishing SA, Switzerland 2003. ISBN 978-2884790086.
- Tanja Diezmann: „Type in Motion“. In Robert Klanten, Mika Mischler, Silja Bilz, Nick Thoenen (Hrsg.): Type One. Die Gestalten Verlag, Berlin 2004. ISBN 978-3899550566.
- Tanja Diezmann: „Modell einer navigierbaren Datenstruktur“. In Cyrus Dominik Khazaeli: Systemisches Design. Rowohlt Taschenbuch Verlag, Hamburg 2004. ISBN 978-3499600784.
- Tanja Diezmann, Tobias Gremmler: Raster für das Bewegbild, Stieben, 2005. ISBN 978-3830713098.